# Anima (album)
Pour les articles homonymes, voir Anima (homonymie).
Albums de Thom Yorke
Tomorrow's Modern Boxes
(2014)
Anima est le troisième album solo du chanteur et guitariste britannique Thom Yorke, sorti le 27 juin 2019. Il fait suite à The Eraser, sorti en 2006, et à Tomorrow's Modern Boxes, sorti en 2014.
La sortie de cet album a été suivie de la diffusion sur Netflix d'un court métrage d'une quinzaine de minutes, réalisé par Paul Thomas Anderson et tourné aux Baux-de-Provence et à Prague. Il met en scène Thom Yorke courant à travers une foule allant dans la direction opposée.
Pour la réalisation de cet album, Thom Yorke a fait appel à Nigel Godrich, producteur de Radiohead. Pour Thom Yorke, Anima est devenu son  premier album №1 dans le classement Billboard Dance/Electronic Albums chart. Yorke a composé Anima après une période d'anxiété et de syndrome de la page blanche. Anima comprend de la musique électronique avec « des couches du duvet électronique et du bruit déconstruit ». Yorke a dit de ses sujets qu'ils embrassent l'anxiété et la dystopie: « Pour une certaine raison j'ai réalisé que la manière vraiment pertinente d'exprimer l'anxiété de façon créative a été un environnement de dystopie ». Le titre Anima, une référence aux concepts "anima" et "animus"  de psychanalyste Carl Jung, provient de l'obsession de Yorke pour des rêves. La musique sur l'album Anima a été caractérisée comme "remplie de fréquences fantomatiques et  vibrations fibrillantes".

## Liste des chansons
| No | Titre                                       | Durée |
| -- | ------------------------------------------- | ----- |
| 1. | Traffic                                     | 5:17  |
| 2. | Last I Heard (...He Was Circling the Drain) | 5:06  |
| 3. | Twist                                       | 7:03  |
| 4. | Dawn Chorus                                 | 5:23  |
| 5. | I Am a Very Rude Person                     | 3:44  |
| 6. | Not the News                                | 3:57  |
| 7. | The Axe                                     | 6:59  |
| 8. | Impossible Knots                            | 4:19  |
| 9. | Runwayaway                                  | 5:56  |

| 1. | (Ladies & Gentlemen, Thank You for Coming) |  |

## Film
Anima a été accompagné d’un film de 15 minutes dirigé par  Paul Thomas Anderson. Le film Anima a été diffusé dans des cinémas IMAX et sur Netflix le même jour de la sortie de l’album. La petite amie de l’époque, Dajana Roncione jouait dedans et les chorégraphies étaient de Damien Jalet. Dans le film, Yorke est dans un train de passagers avec des uniformes (« Not the News » ). Il croise le regard d’une femme, Roncione, et la suit pour lui rendre le sac qu’elle avait oublié (« Traffic »). Ils se retrouvent dans la rue, dansent ensemble et montent dans un tram (« Dawn Chorus »).
À present, il est nommé pour le Meilleur Film Musical à la prochaine édition des Grammys 2020. Le film Anima possède le taux d'approbation de 100% fondé sur 21 critiques sur le site agrégateur de critiques Rotten Tomatoes. La note moyenne atteint 8.05/10[non pertinent].